# 天文図解
『天文図解』（てんもんずかい）とは、江戸時代の天文書・暦学書。元禄元年（1688年）に井口常範によって著され、翌年に刊行される。日本最初の一般向けの天文学の書籍とされ、また日本で「地球」という語が使われた最古の例ともいわれている。全5巻。
自序には、元禄元年の冬至の日付が掲げられている。冒頭に中国天文学の「天球儀」「渾天儀」「衆星図」「天地儀」「九重天之図」と仏教天文学の「須弥山図」、西洋天文学の「九重天之図」を掲げている。巻1は天文総論にあてられて、推測としながらも彗星が回帰現象である可能性を述べている。これはエドモンド・ハレーが彗星回帰を唱える17年前であった。巻2から巻4までは授時暦を中心とした暦学について解説し、巻4の最後に中国の自然哲学について述べた「運気論」を付記している。巻5では、太陽・月・五星の位置計算法について解説し、最後に「渾天地儀図序」として日本を中心とした地球の半球を掲げている。
それ以前の天文学は天文道として扱われて土御門家に代表されるような特定の家の家学とされ、また天体の動きと国家の興亡が結び付けられていたために一種の機密扱いとされて、こうした本が出された事は無かった。このため、天文に関心を抱く人々によって広く読まれたとされている。
なお、西洋天文学の「九重天之図」において「地球」という語が登場しており、これが日本の書物に出てきた最初の例とされている。ただし、井口自身が断っているようにこの図はマテオ・リッチの『両儀玄覧』（1603年）からの引用であり、「地球」という語もその中に登場するものである。また、マテオ・リッチの天文学はこの時期に日本に伝えられて当時の知識人の間で広まったものであり、元禄から宝永、正徳にかけて出された書籍に出現するようになったものとされている（新井白石の『西洋紀聞』にもマテオ・リッチの説を引用する形で登場する）。また、当時は前述のような理由で「地球」という言葉を知っている知識人はいても、井口のような著作に用いる機会がなかったとも考えられ、井口が最初に「地球」という言葉を使った日本人という訳ではなかったとみられている。